# Plateumaris metallica
Plateumaris metallica är en skalbaggsart som först beskrevs av Ahrens 1810.  Plateumaris metallica ingår i släktet Plateumaris och familjen bladbaggar. Inga underarter finns listade i Catalogue of Life.